# 666

## Догађаји
- Цар Констанс II одобрава захтев епископа Маура од Равене, дозвољавајући граду да посвети свог епископа без одобрења Рима.
- Војвода Лупус од Фурланије устаје против краља Гримоалда I, са савезничким Аварима. Гримоалд заузима и пустоши Фурланију, проналази Лупусовог сина Арнефрита (у савезу са робовима) и туче га и убија у бици код замка Нимис. Гримоалд поставља Вехтара за новог војводу Фурланије.
- Кинески будистички монаси Џи Ју и Џи Јуо праве више возила са кочијама усмереним на југ (возило са немагнетним компасом са механичким погоном које укључује употребу диференцијала.
- Вилфрид се враћа у Велику Британију, али је доживео бродолом у Сасексу. Када коначно стигне у Нортамбрију, открива да је свргнут и приморан је да се повуче у Рипон.